# گیوم براک
 گیوم براک (به انگلیسی: Guillaume Brac) زاده ۱۹۷۷ کارگردان فیلم فرانسوی اهل پاریس است.  از آثار برجسته این فیلمساز می‌توان به رعد و برق (فیلم ۲۰۱۳) و پانسیون (۲۰۲۰) اشاره کرد.

## اوایل زندگی
براک در سال ۱۹۷۷ در پاریس فرانسه به دنیا آمد.  وی در سال ۲۰۰۵ از مدرسه عالی تصویر و صدای فرانسه فارغ التحصیل شد. 